# Независимые демократы (США)
В политике США независимые демократы — это политики, которые отождествляет себя с идеалами Демократической партии, но предпочитает не вступать в партию, оставаясь независимыми. Независимые демократы не являются политической партией. Несколько выборных должностных лиц, включая членов Конгресса, являются независимыми демократами.

## История
Первым независимым демократом в Палате представителей Соединённых Штатов был Садок Кейси из Иллинойса. Дважды он избирался в Конгресс как джексоновский демократ, ещё два раза как демократ, а на свой последний срок, в 1840 году, Кейси был избран как независимый демократ.
В 1848 году кандидат в мэры Чикаго Джеймс Хатчинсон Вудворт объявил себя независимым демократом, чтобы дистанцироваться от Демократической партии Чикаго с её репутацией коррумпированной и дезорганизованной организацией; он предпочитал, чтобы его называли независимым демократом, а не вигом, поскольку эта партия переживала переходный период. Вудворт победил на выборах подавляющим большинством, а через год был переизбран на второй срок. Впоследствии он примкнул к новообразованной Республиканской партии, от которой в 1854 году и был избран в Палату представителей от 2-го избирательного округа Иллинойса.
Эндрю Джексон Хэмилтон, политик из западного Техаса, покинув Демократическую партию из-за разногласий по вопросам сецессии и рабства, в 1858 году был избран в Палату представителей Соединённых Штатов как независимый демократ, но не стал добиваться переизбрания в 1860 году. Позднее был членом Юнионистской (1860—1866) и Республиканской партий (1866—1869).
Гарри Бёрд-младший, сенатор от Виргинии, покинул Демократическую партию в 1970 году, но не присоединился к Республиканской партии как многие другие «южные демократы», а объявил себя независимым демократом. В том же 1970 году он в первый раз избрался в Сенат на полный срок как независимый, хотя обе основные партии выдвинули своих кандидатов. Бёрд получил 54 % голосов избирателей, уверенно переиграв демократа Джорджа Ролингса из Фредериксбурга и республиканца Рэя Гарланда из Роанока. В 1976 году Бёрд легко добился переизбрания, набрав 57,19 % голосов, но не стал баллотироваться на третий полный срок в 1982 году. Даже покинув партию, Бёрд в целом голосовал с демократами по процедурным и партийным вопросам, оставался членом Демократической фракции и входил в комитеты от демократов.
Патрик Люси, 38-й губернатор Висконсина (1971—1977), был демократом, но в 1980 году баллотировался как независимый кандидат в вице-президенты вместе с Джоном Б. Андерсоном.
Дэвид Орр, исполняющий обязанности мэра Чикаго (1987), вошёл в политику как независимый демократ, противостоявший официальной организации Демократической партии.
На праймериз 2006 года Джозеф Либерман из Коннектикута, действующий сенатор от Демократической партии, проиграл предпринимателю Неду Ламонту. Не смирившись с поражением, Либерман выдвинул свою кандидатуру в Сенат от новой партии под названием «Коннектикут за Либермана» и победил, сумев привлечь голоса независимых и республиканцев. Сразу после выборов он сам себя объявил «независимым демократом». По состоянию на декабрь 2009 года, Либерман был аннотирован как ID-CT на своей странице на веб-сайте Сената США и как Independent в колонке Party на своей странице Biographical Directory of the U.S. Congress.
В 2011 году четыре члена Сената штата Нью-Йорк от демократов из-за разногласий с тогдашним лидером демократического большинства сформировали Независимую демократическую конференцию (англ. Independent Democratic Conference) и вступив в коалицию с республиканцами, позволили им установить контроль над Сенатом штата Нью-Йорк в 2013—2014 годах. В апреле 2018 года IDC объявила о своём роспуске.
В данный момент в Сенате США есть 3 независимых члена, Ангус Кинг, Берни Сандерс и Кирстин Синема, которые также считаются независимыми демократами. Ангус Кинг сам про себя говорит, что он «ни демократ, ни республиканец, но американец». До 1993 года был членом Демократической партии. В 1995 году избран губернатором штата Мэн как независимый. С 2012 года — сенатор. Сотрудничает с Демократической группой в Сенате, в частности, входит в комитеты от демократов. Берни Сандерс называет себя «социалистом» и поклонником скандинавской модели, что не мешает ему активно сотрудничать с демократами.